# ویلیام دوایولزلی ابنی
ویلیام دوایولزلی ابنی (انگلیسی: William de Wiveleslie Abney; ۲۴ ژوئیهٔ ۱۸۴۳ – ۳ دسامبر ۱۹۲۰) یک دانشمند در زمینه شیمی اهل بریتانیا بود.
وی همچنین برنده جوایزی همچون نشان رامفورد شده‌است.